# Cingalesa strigicosta
Cingalesa strigicosta là một loài bướm đêm trong họ Noctuidae.